# Franz Dienert
Franz Dienert (1 de enero de 1900-1978) fue un futbolista alemán que jugaba como delantero.

## Selección nacional
Formó parte de la selección alemana que obtuvo el tercer lugar en la Copa del Mundo de 1934, pero no jugó ningún partido durante el torneo.

### Participaciones en Copas del Mundo
| Mundial                        | Sede   | Resultado    | Partidos | Goles |
| ------------------------------ | ------ | ------------ | -------- | ----- |
| Copa Mundial de Fútbol de 1934 | Italia | Tercer lugar | 0        | 0     |

## Clubes
| Club         | País          | Año |
| ------------ | ------------- | --- |
| VfB Mühlburg | Alemania nazi | ¿-? |

## Palmarés

### Campeonatos regionales
| Título            | Club         | País          | Año  |
| ----------------- | ------------ | ------------- | ---- |
| Bezirksliga Baden | VfB Mühlburg | Alemania nazi | 1933 |